# Városháza (Marosvásárhely)
Koordináták: é. sz. 46° 32′ 32″, k. h. 24° 33′ 26″46.542222°N 24.557222°E

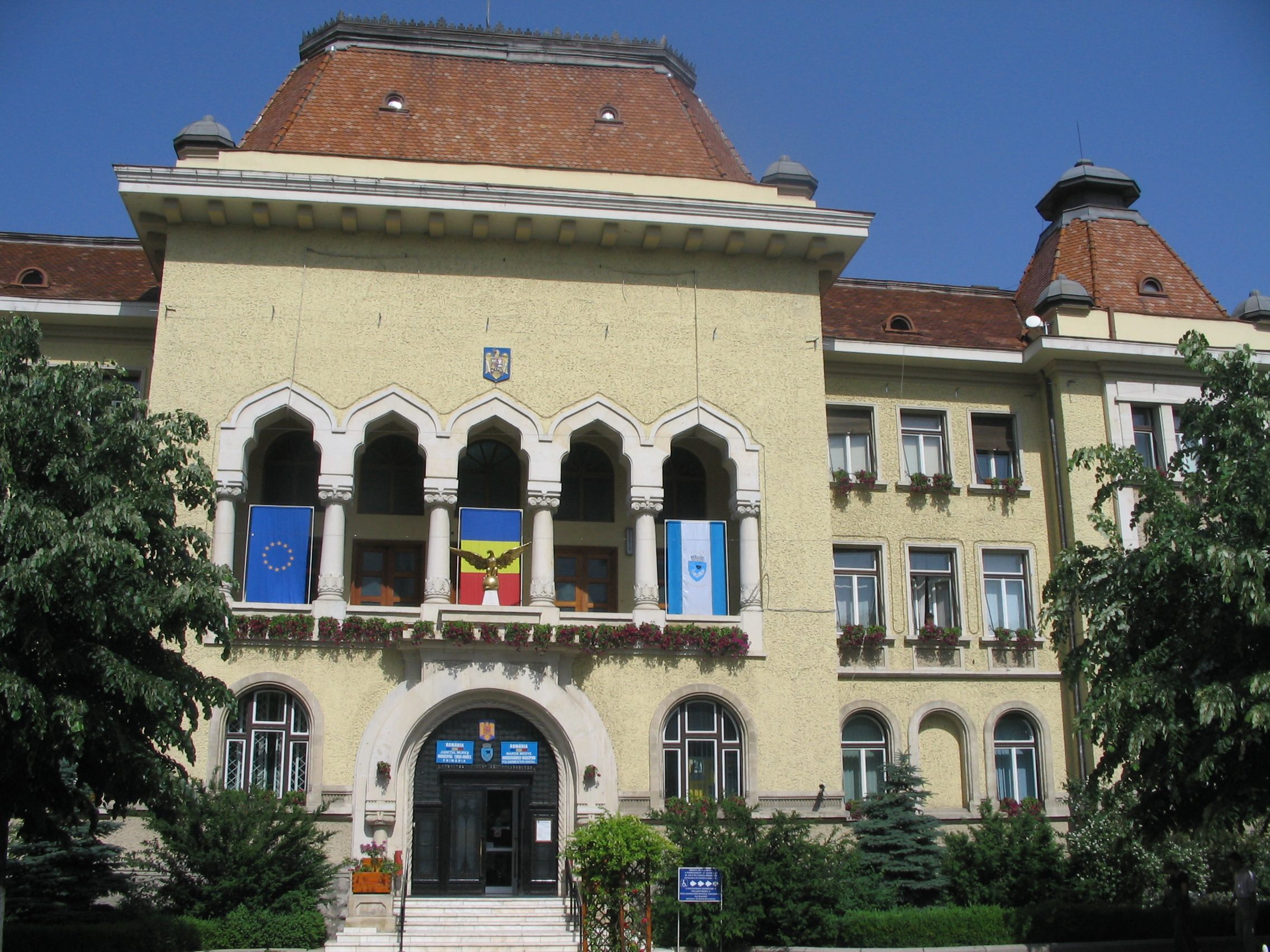
A marosvásárhelyi városháza

A marosvásárhelyi városháza (románul Palatul Primăriei) a belvárosban, a Győzelem tér (egykori Deák Ferenc tér) 3. szám alatt található. Az épületben a helyi önkormányzat működik.

## Története
A 20. század elején a városrendezés szükségessé tette az egységesen megtervezett főtér szecessziós stílusába illő új vármegyeháza megépítését. A versenypályázaton Kós Károly és Thoroczkai Wigand Ede terve nyert, de az építkezésre az első világháború kitörése miatt nem kerülhetett sor.
Az 1930-as években ismét felvetődött a tér befejezésének gondolata. 1935-ben Strubl Iosif tervét túl egyszerűnek tartották, s ezért elutasították, de 1936-ban Eugen Grosu műépítésznek a Havasalföldön és Moldvában elterjedt Brâncoveanu-stílus ihlette tervei már elnyerték a megrendelők tetszését. Az építkezés Emil Dandea polgármester második mandátuma (1936–1940) idején, 1938-ban kezdődött. A második bécsi döntéskor, 1940-ben még félkész épületet végül Kotsis Iván műépítész fejezte be 1942-re. 1943-ban Marosszék közigazgatása átköltözött a régiből az új vármegyeházába.
1962-ben a Megyeháza átköltözött innen a régi városházába, helyét a Városháza hivatala foglalta el. (A korábbi városháza, a Közigazgatási Palota a Román Kommunista Párt helyi székháza lett.)
Az elkövetkező évtizedekben többször átépítették a házat. Végül az 1991–1993-as rekonstrukció során helyreállították az épület eredeti stílusát.

## Külső hivatkozások
- Marosvásárhely önkormányzatának honlapja